# Missions d'intérêt général et d'aide à la contractualisation
Les missions d’intérêt général et d’aide à la contractualisation (MIGAC) font partie intégrante de la réforme de la Tarification à l'activité (T2A) instaurée dans les hôpitaux français.
Le rapport annuel sur les dotations affectées au financement des MIGAC est transmis au Parlement pour le 15 octobre de chaque année, conformément à l’avant dernier alinéa de l’article L. 162-22-13 du code de la sécurité sociale.